# Zaklinacz koni
Zaklinacz koni (ang. The Horse Whisperer) – powieść Nicholasa Evansa z 1995 roku. 

## Fabuła
Grace, młoda dziewczyna lubiąca jazdę konną, podczas jednej z przejażdżek wpada wraz z koniem pod koła czterdziestotonowej ciężarówki. Chociaż zarówno ona jak i jej wierzchowiec Pielgrzym uchodzą z życiem, jednak wypadek odbija się negatywnie na jej psychice. Także koń pod tym wydarzeniu dziczeje i nie daje się nikomu dosiąść. Matka Grace, Annie, nie zgadza się na uśpienie konia, czując, że wówczas przysporzy cierpień Grace. Postanawia odszukać mieszkającego w Ameryce człowieka, zwanego zaklinaczem koni, który potrafi oddziaływać na psychikę zwierząt. Liczy na to, że człowiek ten pomoże ich koniowi, a przy okazji Grace.